# La sposa promessa (film 2012)
La sposa promessa (Lemale et ha'halal) è un film del 2012 diretto da Rama Burshtein.
La regista, al suo esordio, è la prima ebrea ortodossa a dirigere un film con distribuzione internazionale.
Il film, che si svolge interamente all'interno di una comunità ultra-ortodossa ebrea nell'Israele odierno, è stato presentato alla 69ª Mostra internazionale d'arte cinematografica di Venezia, ed è stato distribuito nelle sale italiane il 15 novembre 2012. La giovane protagonista, Hadas Yaron, ha vinto la Coppa Volpi per la migliore interpretazione femminile.
La sposa promessa è stato selezionato come candidato di Israele per l'Oscar al miglior film straniero.

## Trama
Nella comunità ebraica charedì di Tel Aviv, la famiglia benestante del Rabbi Aharon, durante la festa del Purim, affronta la tragedia della morte della figlia Esther, al nono mese di gravidanza. Salvato il nascituro, il padre del bimbo Yochay resta dunque vedovo e con la necessità di trovare una nuova moglie.
La proposta concreta di una giovane vedova con due figli non è vista di buon grado dalla nonna materna, comportando il trasferimento del nipote in Belgio. Sorge così l'idea di far sposare Yochay con la figlia più giovane, Shira, di soli diciotto anni, da poco promessa ad un suo coetaneo del quale è già infatuata.
Yochay, inizialmente perplesso, si convince e così incontra la cognata in privato. Superato l'iniziale imbarazzo, Yochay le fa una proposta alla quale la ragazza, per niente convinta, risponde che la sorella avrebbe voluto per lui l'amica Frieda, che da anni cerca marito invano. Yochay prende la cosa come un affronto e ripiega rapidamente sulla soluzione che lo porterà in Belgio.
Su pressione della famiglia, Shira torna prontamente sui suoi passi e accetta la proposta di Yochay. Il rabbino però capisce che la ragazza vuole solo accontentare la propria famiglia, e così non si conclude nulla.
Col passare del tempo Shira, che intanto rimane un po' delusa dalla conoscenza del promesso sposo iniziale, riconsidera la proposta di Yochay che nonostante tutto non prova risentimento per lei.
Dopo che anche Frieda ha finalmente trovato un marito, Shira decide comunque di assecondare il desiderio dei famigliari, pur tuttavia non essendo affatto convinta di aver fatto la scelta giusta, e, con l'approvazione del rabbino e la gioia di tutta la sua famiglia, sposa il cognato. Terminata la cerimonia, rimasta sola con il marito e in attesa di consumare il matrimonio, l'espressione di Shira diventa cupa.

## Produzione
Il film è stato oggetto di una laboriosissima produzione se si pensa che è stato necessario un anno per il solo casting, mentre il montaggio è stato completato solo dopo quindici mesi.